# Lychnidos
Lychnidos (in greco antico: Λυχνιδός? o Λύχνιδος) era un'antica città sul lago di Ohrid e l'insediamento che oggi è la città di Ohrid in Macedonia del Nord.

## Geografia
Giaceva sul più alto dei due colli della città odierna di Ohrid. Andava dalla collina su cui oggi si trova la fortezza medievale di zar Samuele, estendendosi in direzione sud-ovest fino alla riva del lago. Occupava una parte del centro storico ed era quindi molto estesa.
A nord-est dell'antico insediamento si estende una pianura fertile, che era relativamente densamente popolata già in epoca antica e probabilmente era utilizzata per scopi agricoli sin dal periodo calcolitico.
Lychnidos era una stazione di collegamento importante sulla romana via Egnazia, che univa le coste orientali dell'Adriatico a Bisanzio (poi Costantinopoli). Il percorso a nord di questa strada portava alla valle dello Shkumbini e, attraversato il passo Qafë Thana (oggi Albania), si giungeva al fiume Drin Nero (oggi Struga), arrivando poi sulla costa nord-orientale del lago di Lychnidos. Da lì continuava verso Eraclea Lincestide dove si riuniva alla via del sud, che portava oltre il lago Prespa.

## Preistoria
I laghi pescosi, le fertili pianure e la posizione strategica attirarono i primi coloni. Gli scavi hanno portato alla luce testimonianze di diverse culture dal neolitico all'età del ferro. Dolno Trnovo (la città di Ohrid) risale al neolitico, tra il IV e il III millennio a.C. Lakočeresko Gradište e Gradište  Koselsko appartengono all'età del bronzo. Gorenci risale all'età del ferro. Sulla riva del lago di Ohrid sono stati trovati anche singole palafitte, come quella di Gradiste del I millennio a.C..

## Storia

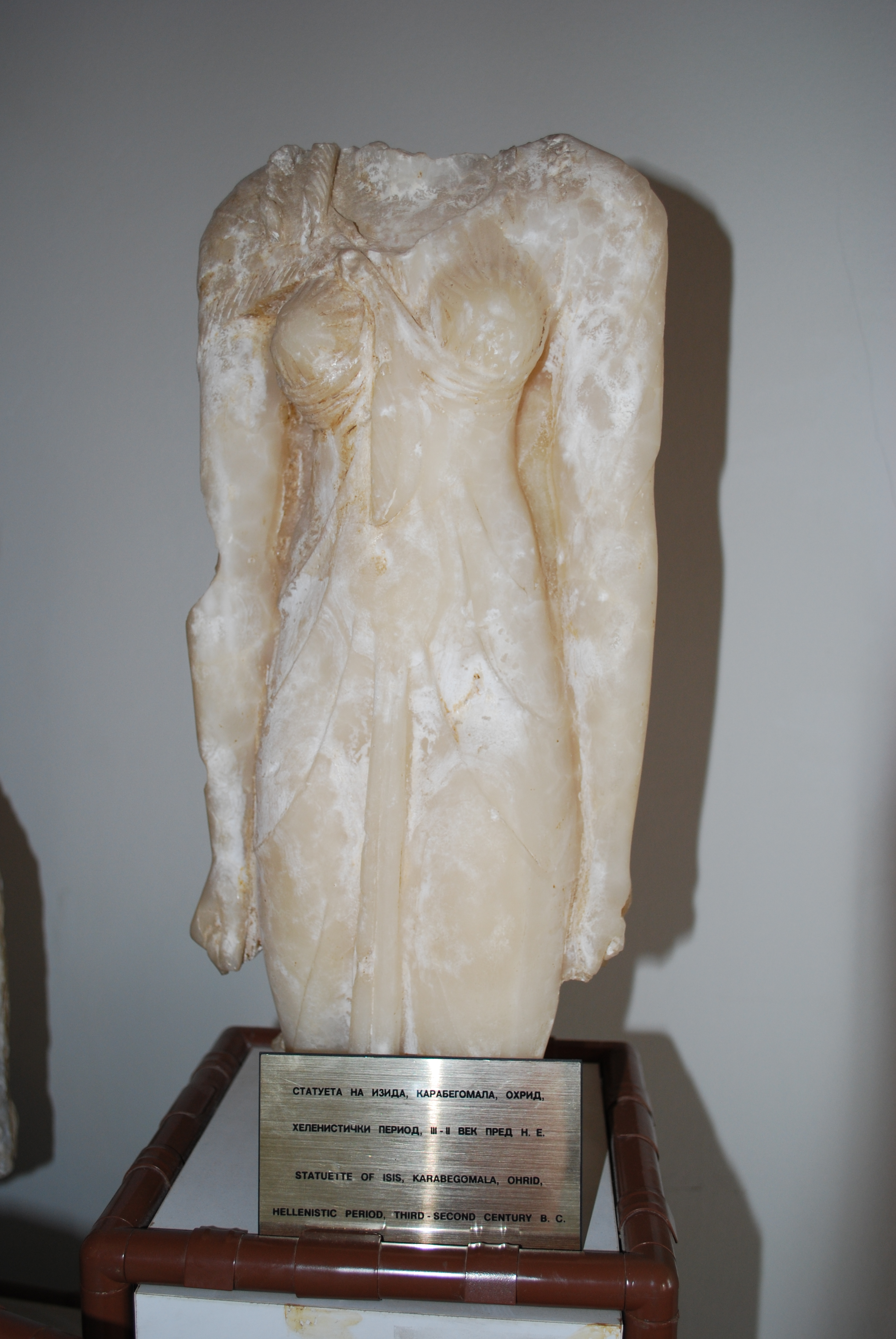
Statua di Iside

I primi abitanti della regione, che possono essere classificati storicamente, sono stati gli Illiri di Encheläer. Vivevano qui nell'VIII e VII secolo a.C. nella regione intorno al lago di Ohrid. Sono stati seguiti - esattamente non è noto quando - dagli Illiri Dassareti sotto la cui incursioni i vicini Macedoni soffrirono molto nel V e IV secolo a.C.. Nel 355 a.C., Filippo II di Macedonia sottrasse la Lincestide agli Illiri e mise temporaneamente sotto la sua influenza anche le rive del lago di Ohrid. Durante l'ellenismo, l'insediamento di Lychnidos si sviluppò in città, a seguito dell'insediamento di coloni greci. Tuttavia, la zona intorno Lychnidos rimase per molto tempo contesa tra Illiri e macedoni. A cavallo tra il III e il II secolo a.C., Lychnidos fu il centro della vasta regione montuosa della Dassarezia che si estendeva dal fiume Devoll a ovest, fino ai confini della Lincestide ad est ed era delimitata a nord dalla regione dei Dardani.
Come la Macedonia, che nel 148 a.C. divenne una colonia romana, anche Lychnidos passò sotto il dominio romano. La Dassaretia rimase fino al periodo imperiale, un libero comune (lat. Libera gens Dassaretiae). Lychnidos era la sede del governo e il centro commerciale.
Nella tarda antichità Lychnidos era sede vescovile. Il vescovo Dioniso di Lychnidos è attestato come partecipante al Concilio di Sardica nel 343. Egli è l'unico noto metropolita della città. Il 29 e il 30 maggio 526 Lychnidos è stata gravemente danneggiata da un terremoto. Molti abitanti sono stati uccisi. L'ulteriore destino della città è sconosciuto. Da quella data non esistono fonti che parlino della città di Lychnidos e probabilmente la stessa è stata rifondata tre secoli più tardi come Ohrid.

## Edifici

### Edifici pubblici
Durante il periodo ellenistico, la città si estese oltre la collina fortezza verso la riva del lago a sud-ovest. Con la conquista da parte dei Romani, la città venne ampliata: sono emersi, accanto al teatro, un'agorà, un ginnasio, un bouleuterion, una basilica e numerosi templi, dei quali sono rimasti, però, solo alcuni resti sparsi. Durante il periodo romano Lychnidos si sviluppò ad est fino alla collina Deboj. In epoca paleocristiana la città aveva circa sette chiese, che fanno pensare a un centro religioso dell'intera regione.

### Teatro

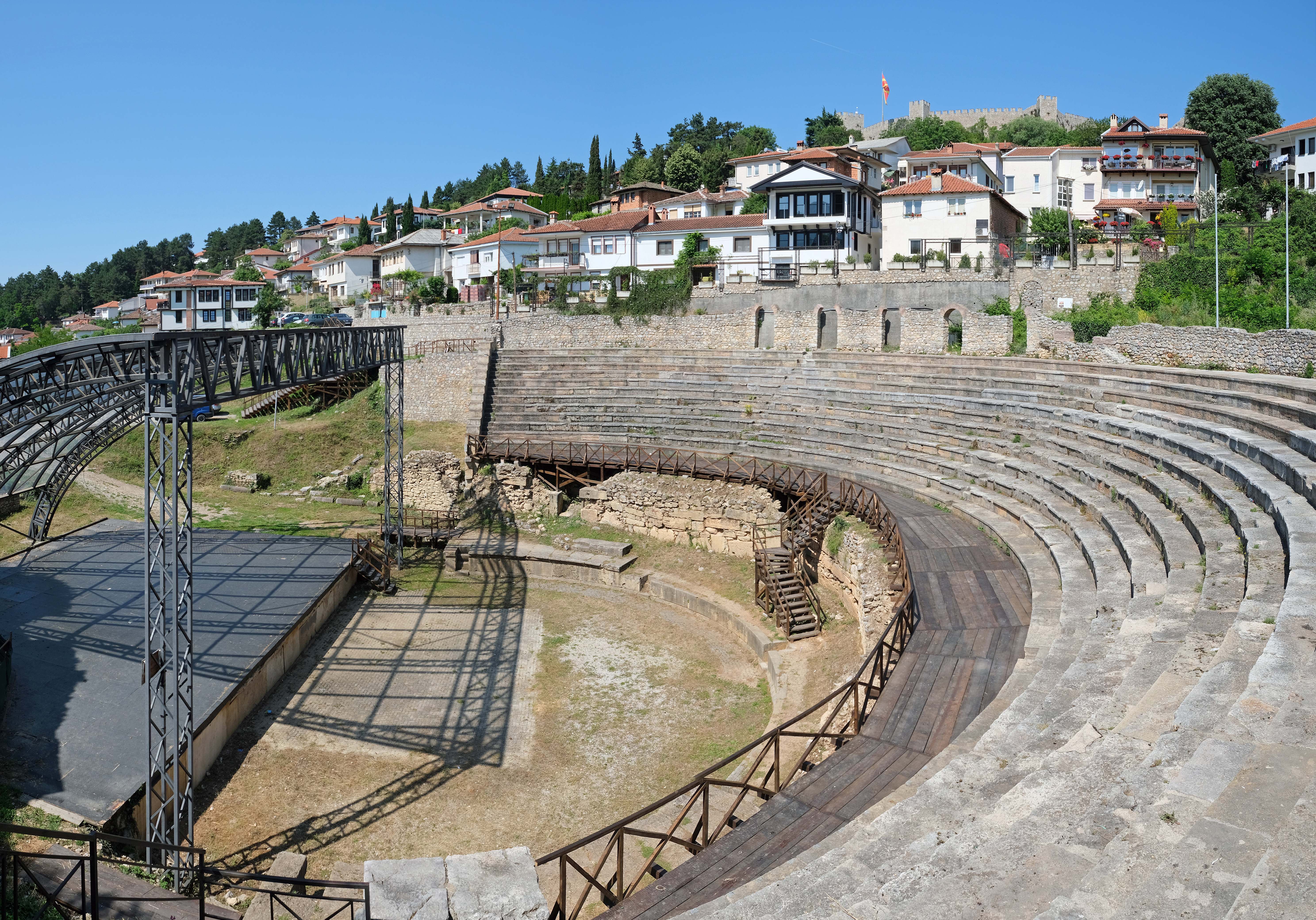
Teatro di Lychnidos

Il teatro è probabilmente la più famosa vestigia della città antica. Venne costruito intorno all'anno 200 a.C. ed è l'unico teatro ellenistico di tutta la Macedonia. Durante il periodo ellenistico qui venivano eseguite commedie, tragedie e drammi. Con l'avvento dei romani si agiunsero spettacoli con gladiatori e combattimenti di animali.
Nelle prime tre file di sedili, sono incise alcune iscrizioni di nomi di persone, che probabilmente servivano come prenotazioni di posti per gli spettacoli. Soltanto dodici file di sedili della cavea dedicata al pubblico, sono sopravvissute.

### Basilica

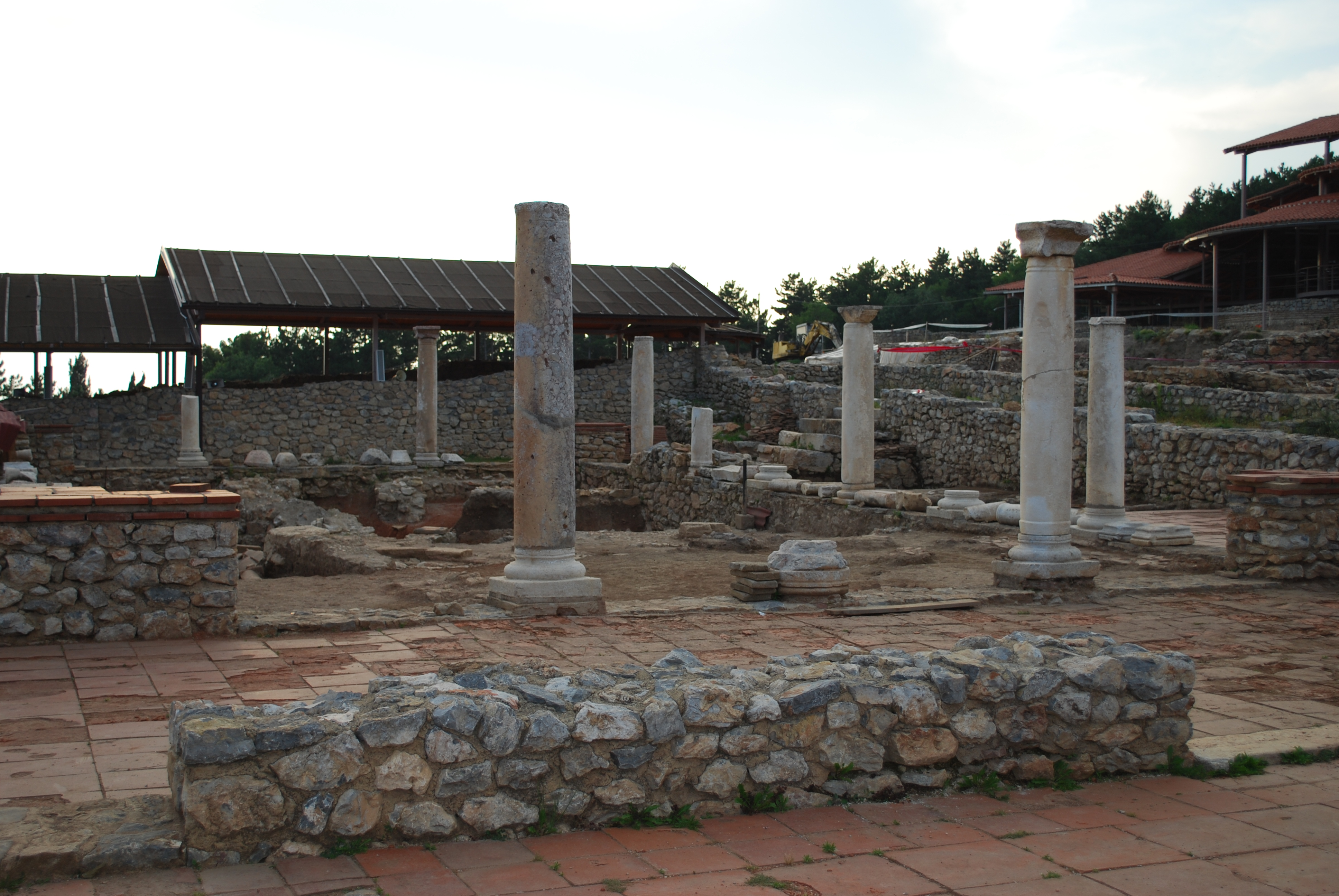
Resti della Basilica

La chiesa a tre navate fu costruita nella seconda metà del V secolo e ospita un battistero e un catechumenum. Ha numerosi mosaici con soggetto floreale e animale, soprattutto nel battistero. In occasione del terremoto del 526 fu in gran parte distrutta. Gli scavi iniziarono nel 1961 e finirono alcuni anni più tardi.